# Dziennik Rozkazów MON
Dziennik Rozkazów MON – dziennik urzędowy Ministerstwa Obrony Narodowej, w którym ogłaszane są akty normatywne obowiązujące w siłach zbrojnych. Akty normatywne (rozkazy, zarządzenia) wchodzące w życie pod warunkiem ich ogłoszenia (podania do wiadomości w całych siłach zbrojnych) uzyskują moc obowiązującą od dnia opublikowania w dzienniku rozkazów MON.